# استكشاف الفضاء

صورة للكرة الأرضية في الفضاء

يعود تاريخ استكشاف الفضاء إلى سنة 1921 عند أول غزو للفضاء الخارجي. ومن حينها تعمق الإنسان في دراسة استكشاف حيث سخر مجموعة من الآليات والمعدات ومراكز البحوث لهذا الغرض. وأصبح مجالاً مغرياً كثرت فيهِ الاختصاصات العلمية، كما لعبت الروايات والأفلام عن غزو الفضاء دورا كبيرا ومؤثرا في الاهتمام بهذا المجال. وعندما أعلن العلماء عن احتمال وجود حياة على بعض الكواكب لاقت الاكتشافات الفضائية اهتماما واسعا من طرف المجتمعات الغربية.

## تاريخ الاستكشاف في القرن العشرين

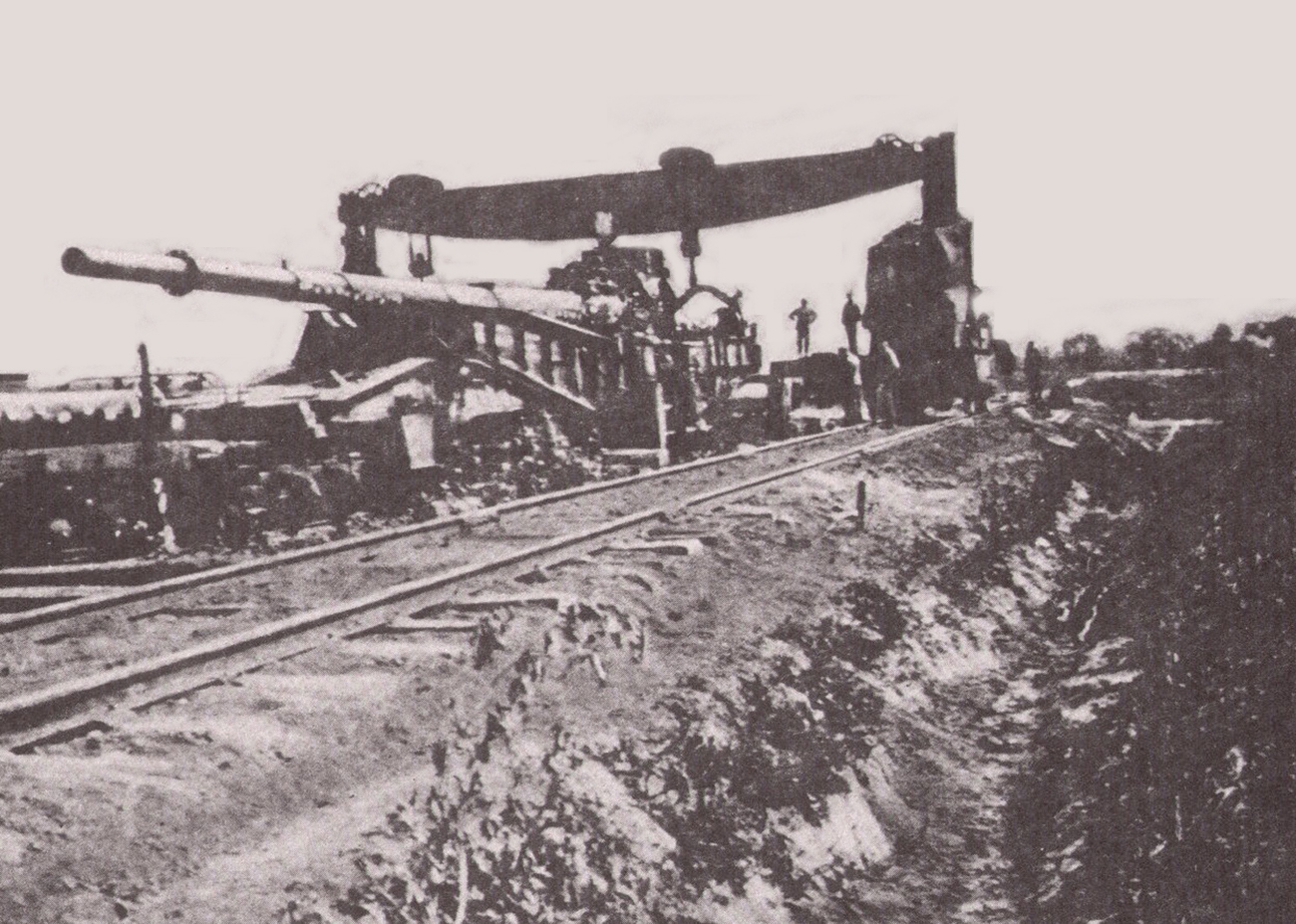
حققت قذائف باريس غون رحلات دون المدارية فوق ارتفاع 40 كم

وتجرى معظم الرحلات المدارية فعلا في الطبقات العليا من الغلاف الجوي، ولا سيما في الغلاف الحراري (وليس على نطاق واسع)

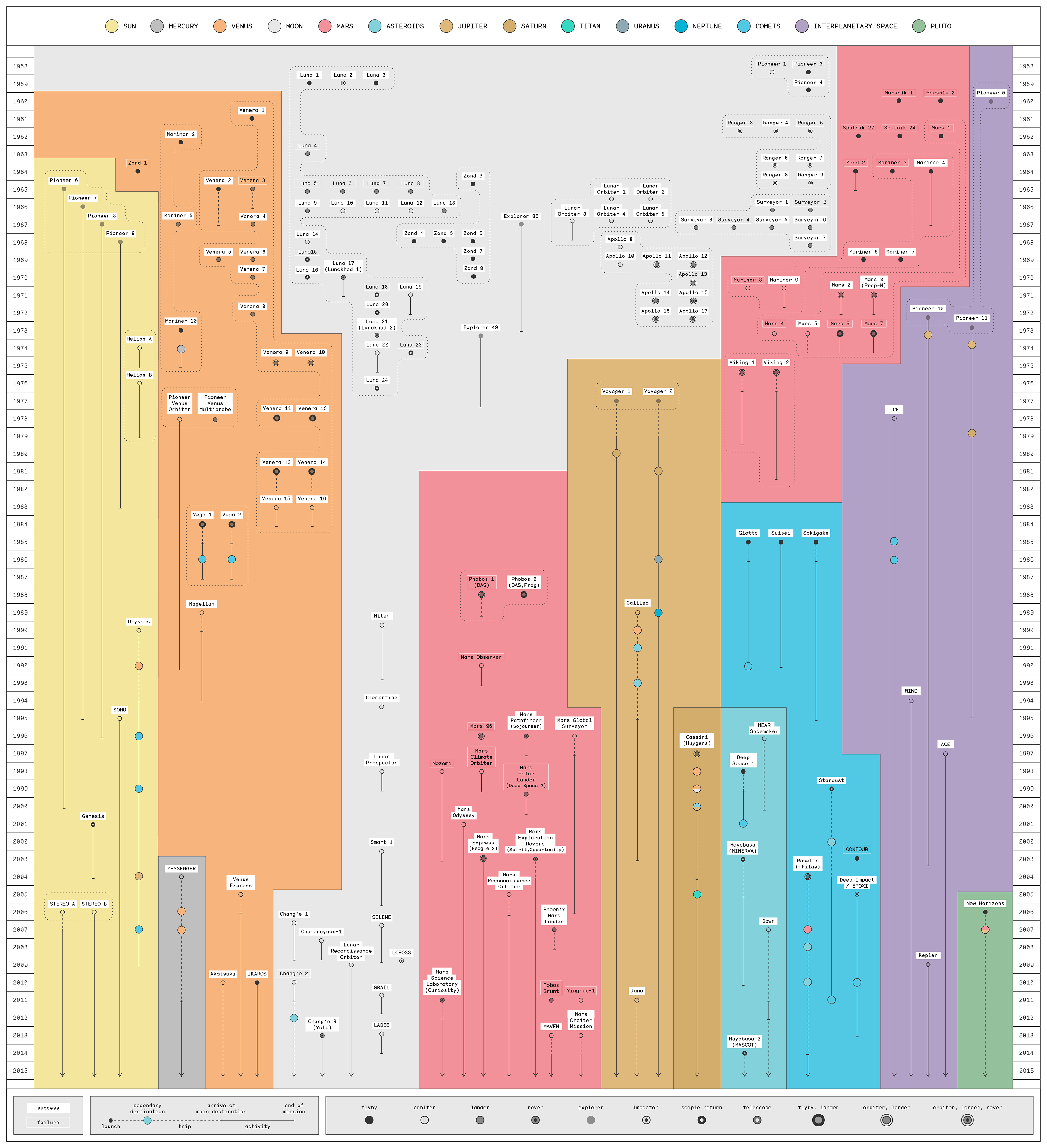
الجدول الزمني لاستكشاف النظام الشمسي.

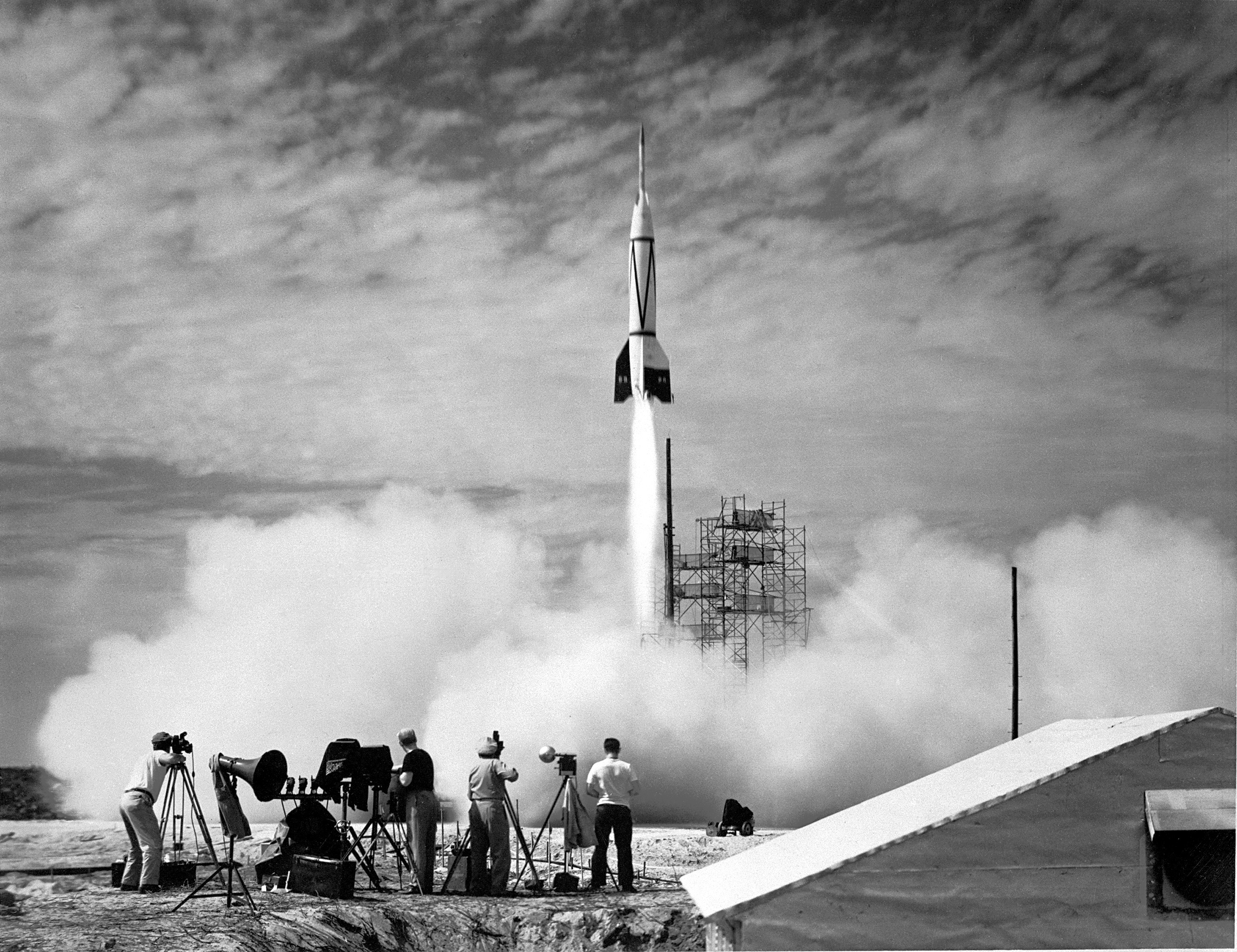
في يوليو 1950 تم إطلاق أول بومبر من كيب كانافيرال، فلوريدا. الصاروخ بومبر هو صاروخ من مرحلتين يتكون من مرحلة أولى في تو V-2 الألمانية ومجهزة بمرحلة ثانية أمريكية «اك كوربورال». أمكنه الوصول إلى ارتفاعات قياسية - وصل بومبر 8 إلى ارتفاع 400 كيلومتر. كانت في المقام الأول لاختبار أنظمة الصواريخ والبحوث في الغلاف الجوي العلوي في الولايات المتحدة الأمريكية

إن أعلى المقذوفات المعروفة قبل اكتشاف الصواريخ في عقد الأربعينيات كانت تسمى قذائف «بندقية باريس»، وهي نوع من المدافع الألمانية الطويلة المدى والتي وصلت قذائفها إلى ارتفاع 40 كيلومترا على الأقل خلال الحرب العالمية الأولى.
واتخذ العلماء الألمان بعض الخطوات خلال فترة الحرب العالمية الثانية إذ وضعوا جسم من صنع الإنسان في الفضاء أثناء اختبار الصاروخ «في-2» (V-2) الذي أصبح أول جسم من صنع الإنسان في الفضاء الخارجي رفع بتاريخ 3 أكتوبر 1942 مع إطلاق الطائرة A-4.
بعد انتهاء الحرب استعملت الولايات المتحدة ما تبقى من العلماء الألمان وصواريخهم التي استولي عليها في برامج للبحوث العسكرية والمدنية. وكان أول استكشاف علمي من الفضاء هو تجربة الإشعاع الكوني التي شنتها الولايات المتحدة على صاروخ V-2 في 10 أيار / مايو 1946.

اتبع ذلك الصور الأولى مأخوذة للأرض من الفضاء في نفس العام.

### أول رحلات مدارية
كان أول إطلاق مداري ناجح للفضاء بواسطة البعثة السوفياتية بدون طيار سبوتنيك 1 («ساتليت 1») في 4 تشرين الأول / أكتوبر 1957. وكان وزن القمر الصناعي حوالي 83 كجم (183 رطلا). ويعتقد أنه قد دار حول كوكب الأرض على ارتفاع حوالي 250 كم (160 ميل). كان له اثنين من أجهزة الإرسال اللاسلكية (20 و40 ميجا هرتز)، والتي تنبعث منها «الصفافير» التي يمكن أن تسمع في أجهزة الراديو في جميع أنحاء العالم. وأستخدم تحليل الإشارات الراديوية لجمع معلومات عن كثافة الإلكترونات في الغلاف الأيوني، بينما شفرت بيانات درجة الحرارة والضغط في مدى الصفافير الراديوية radio beeps. وأظهرت النتائج أن الستالايت (القمر الصناعي) لم يثقبهُ أي نيزك. ولقد انطلقت المركبة (سبوتنيك 1) بواسطة صاروخ R-7. وأحترقت عند دخولها الغلاف الجوي للأرض في 3 كانون الثاني / يناير 1958.
أما البعثة الثانية فكانت المركبة سبوتنيك 2، إذ أطلقها الاتحاد السوفييتي في 3 نوفمبر 1957، وحملت الكلبة «لايكا»، التي أصبحت أول حيوان يدور في المدار خارج الغلاف الجوي.
وأدى هذا النجاح إلى تصعيد برنامج الفضاء الأمريكي الذي حاول دون جدوى إطلاق قمر صناعي طليعي في المدار بعد شهرين. في 31 يناير 1958، نجحت الولايات المتحدة في اطلاق القمر مستكشف 1 على صاروخ جونو.

### أول رحلات بشرية
إن أول رحلة فضائية بشرية ناجحة كانت فوستوك 1 Vostok 1 («إيست 1») East 1، وكانت تحمل رائد الفضاء الروسي يوري غاغارين البالغ من العمر 27 عاماً في 12 أبريل 1961. وأكملت المركبة الفضائية مداراً واحداً حول العالم، واستغرقت حوالي ساعة و48 دقيقة.
كان صدى رحلة غاغرين حول العالم في برنامج الفضاء السوفياتي له أثرهُ المتقدم وقد فتحت حقبة جديدة تماماً في استكشاف الفضاء كرحلة البشر إلى الفضاء.
أطلقت الولايات المتحدة لأول مرة رائدا إلى الفضاء في غضون شهر من فوستوك 1 مع رحلة ألان شيبارد، كانت الرحلة تحت المدارية على متن ميركوري-ريدستون 3 أو الحرية 7. وحققت الولايات المتحدة الرحلة المدارية عندما صعد جون جلين على متن المركبة الفضائية «الصداقة 7» في 20 شباط / فبراير 1962.
كانت أول امرأة تذهب في رحلة إلى الفضاء هي فالنتينا تيريشكوفا، ودارت حول الأرض 48 مرة على متن «فوستوك 6» في 16 يونيو 1963.
أطلقت الصين لأول مرة شخصاً في الفضاء بعد 42 عاماً من إطلاق فوستوك 1، في 15 أكتوبر 2003، مع رحلة يانغ لي وى على متن سفينة الفضاء شنتشو 5 (ديفين فيسيل 5).

### استكشافات الكواكب الأولى
أول جسم اصطناعي يصل إلى جرم سماوي كان «لونا 2» في عام 1959.
وأول هبوط تلقائي على جسم سماوي آخر تم تنفيذه من قبل لونا 9،
في عام 1966. لونا 10 أصبح أول قمر اصطناعي للقمر.
كان أول هبوط للإنسان على جسم سماوي وهو أبولو 11 - هبوط على القمر في 20 يوليو 1969.
أول رحلة ناجحة بين الكواكب كانت عام 1962 مارينر 2 من كوكب الزهرة (34.773 كيلومترا)، ولقد وصلت إلى الكواكب الأخرى عام 1965، فوصلت لكوكب المريخ بواسطة مارينر 4، وإلى كوكب المشترى عام 1973 بواسطة بيونير 10، وإلى كوكب عطارد بواسطة مارينر 10 عام 1974، وإلى كوكب زحل بواسطة بيونير 11 عام 1979، وإلى كوكب أورانوس بواسطة فوياجر 2 عام 1986، وإلى كوكب نبتون بواسطة فوياجر 2 عام 1989، وإلى كوكب القزم وسيريس وبلوتو بواسطة فجر عام 2015.

## استكشاف الشمس
في أواخر عام 1995 أطلق للفضاء مرصد خاص أطلق عليه اسم سوهو، وذلك لغرض دراسة الشمس والغلاف الجوي للأرض. كان ذلك المرصد محملا بـ 12 تلسكوب لرصد نشاط الشمس بصورة دائمة، وبتفصيل دقيق للغاية. وأرسل هذا المرصد الكثير من المعلومات، أبرزها أن سطح الشمس يرتفع وينخفض كل 5 دقائق بسبب الأصوات التي تنطلق من مركزها.

## التلسكوب هابل
عندما أصبحت المراصد الأرضية غير قادرة على إمداد العلماء بمزيد من المعلومات عن الفضاء، بسبب حجب الغلاف الجوي لكمية من الضوء الواصل للأرض، فأطلق إلى الفضاء التلسكوب هابل عام 1995 . وكان الهدف من إطلاقهِ معرفة كيفية نشأة الأرض وكيف تولد النجوم وتموت، ودراسة الغلاف الجوي للكوكب زحل. ومن فترة إلى أخرى تجرى للتلسكوب هابل صيانة دورية في الفضاء، ويزود بأجهزة حديثة. وكانت من أبرز إنجازات هذا التلسكوب في عام 1998 حيث أرسل معلومات وصور عن نجم شديد اللمعان أطلق عليهِ اسم «بستول»، وأعلن العلماء أنهُ أكبر من الشمس حوالي 100 مرة.

## المجسات الفضائية
يسبح في الفضاء العديد من المجسات الفضائية (مسبار)، وهي آلات فضائية مزودة بالعديد من الأذرع الفضائية، مثل: المجسات، والمثاقب، وآلات الكاميرات، ومعامل التحليل. وهذهِ المجسات تقترب من الكواكب وتدور حولها، وتهبط على سطحها، وتأخد عينات من الصخور وتحلل تربتها، وترسل النتائج إلى مركز المراقبة الأرضية مثل: مجس غاليليو الذي فحص كوكب المشتري، والمجس كاصيني الذي وصل إلى كوكب زحل، وفحص تربتهِ، والمجس بانفايدر الذي أطلق إلى كوكب المريخ، وأرسل المزيد من المعلومات عن المريخ، بالإضافة إلى المنقب القمري الذي فحص سطح القمر، وبناء عن المعلومات الواردة منهُ فيوجد ما بين 10-300 طن من الماء على سطح القمر.

## المحطات الفضائية
تعتبر محطة الفضاء الروسية مير التي تناوب على الصعود إليها بواسطة المكوك الفضائي العديد من رواد الفضاء هي أشهر محطة فضائية أطلقت عام 1986، وهي تتكون من خمس مركبات فضائية متصلة ببعضها، ومزودة بلوحات شمسية خاصة تمدها بالكهرباء، ومهمة الرواد بداخل المحطة دراسة الأجسام الفضائية والغلاف الجوي ومناخ الأرض.
لاحقًا تعاونت العديد من دول العالم في تشغيل المحطة الفضائية الدولية، وضمت هذه المجموعة من الدول روسيا والولايات المتحدة معًا.